# 立川孝一
立川 孝一（たちかわ こういち、1948年8月 - 2022年8月）は、日本の歴史学者、フランス史学者、筑波大学名誉教授。フランス革命史が専門。
札幌生まれ。1971年北海道大学文学部史学科卒、75年同大学院修士課程修了、1979年プロヴァンス大学大学院で文学博士号取得。広島大学総合科学部助教授、北大助教授、筑波大教授。2011年定年退任、名誉教授。

## 著書
- 『フランス革命と祭り』筑摩書房 ちくまライブラリー 1988
- 『フランス革命 祭典の図像学』中公新書 1989
- 『歴史家ミシュレの誕生』藤原書店 2019

## 翻訳
- モナ・オズーフ『革命祭典 フランス革命における祭りと祭典行列』岩波書店 1988年
- ミシェル・ヴォヴェル『フランス革命の心性』槇原茂、奥村真理子、渡部望共訳 岩波書店 1992年
- ジャック・ル・ゴフ『歴史と記憶』法政大学出版局(叢書・ウニベルシタス)1999
- ミシェル・ヴォヴェル『革命詩人デゾルグの錯乱 フランス革命における一ブルジョワの上昇と転落』印出忠夫共訳 法政大学出版局 (叢書・ウニベルシタス) 2004
- ジュール・ミシュレ『フランス史』1-4 大野一道と監修 藤原書店 2010年

## 参考
- 『フランス革命』著者紹介